# 王桂玲
王桂玲（1973年11月—），女，汉族，黑龙江庆安人，中华人民共和国政治人物。现任航天科工二院科技委型号副总师、常务副总指挥。第十三、十四届全国政协委员。